# ليزا تومسون
ليزا تومسون (بالإنجليزية: Lisa Thompson)‏ هي مصممة الإنتاج أسترالية، ولدت في القرن العشرين.

## وصلات خارجية
- ليزا تومسون على موقع IMDb (الإنجليزية)
- ليزا تومسون على موقع قاعدة بيانات الفيلم (الإنجليزية)